# Hönsinge
Hönsinge är en by i Grönby socken i Trelleborgs kommun på Söderslätt i Skåne. 
Hönsinge genomkorsas av länsväg 101 cirka 5 kilometer öster om Anderslöv. Poeten och författaren Ola Hansson föddes 1860 på Rusthållargården. År 1888 brann stora delar av byn ner.